# سه‌گانه هاچینسون

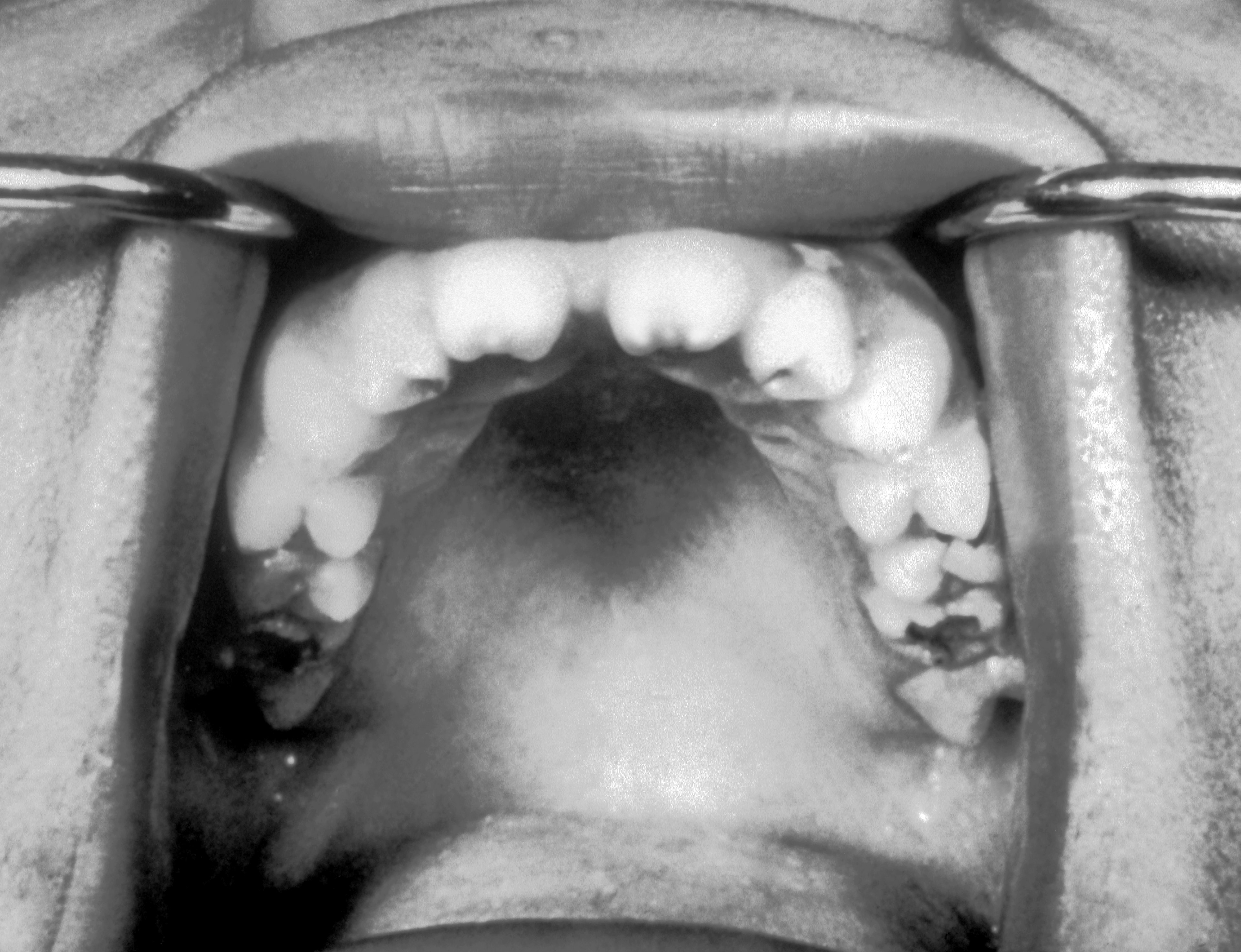
دندان‌های هاچینسون ناشی از سیفلیس مادرزادی

سه‌گانه هاچینسون (انگلیسی: Hutchinson's triad) سه نشانه است که ممکن است در مراحل پایانی سیفلیس مادرزادی دیده شود و عبارتند از: کراتیت بینابینی، دندان‌های ناقص یا بدشکل (دندان‌های هاچینسون و دندان‌های آسیاب توتی‌شکل) و ناشنوایی عصبی.
این سه‌گانه به افتخار جراح بریتانیایی سِـر جاناتان هاچینسون نام‌گذاری شده است. او متوجه شد که نقص در دندان‌ها یک ویژگی ثابت در سیفلیس مادرزادی است.
کراتیت بینابینی معمولاً بین پنج تا بیست سالگی آغاز می‌شود. آسیب به دندان‌ها در هفته‌های اول پس از تولد اتفاق می‌افتد، اما تا زمانی که اولین دندان‌های دائمی در حدود شش سالگی رویش پیدا کنند، دیده نمی‌شوند. ناشنوایی عصبی معمولاً با کم شنوایی با فرکانس بالا بین هشت تا ده سالگی شروع می‌شود، اما گاهی نیز در سنین پایین‌تر رخ می‌دهد. همچنین ممکن است تغییر شکلی در بینی وجود داشته باشد که به نام تغییر شکل بینی فرورفته شناخته می‌شود.